# Mlýnské Struhadlo
Mlýnské Struhadlo (do roku 1948 Struhadlo) je obec v okrese Klatovy v Plzeňském kraji. Leží třináct kilometrů severovýchodně od města Klatovy. Žije zde 51 obyvatel.

## Historie
První písemná zmínka o obci pochází z roku 1437.

## Obyvatelstvo
| Rok            | 1869 | 1880 | 1890 | 1900 | 1910 | 1921 | 1930 | 1950 | 1961 | 1970 | 1980 | 1991 | 2001 | 2011 | 2021 |
| -------------- | ---- | ---- | ---- | ---- | ---- | ---- | ---- | ---- | ---- | ---- | ---- | ---- | ---- | ---- | ---- |
| Počet obyvatel | 228  | 245  | 253  | 242  | 284  | 280  | 261  | 192  | 179  | 125  | 95   | 69   | 54   | 52   | 56   |
| Počet domů     | 34   | 37   | 40   | 39   | 42   | 44   | 50   | 54   | 46   | 42   | 34   | 50   | 52   | 53   | 55   |

## Obecní správa
Mezi lety 1850–1876 Mlýnské Struhadlo patřilo jako osada obce k Němčicím v okrese Klatovy. V letech 1877–1960 bylo obcí v okrese Klatovy. Od roku 1961 do 31. prosince 1975 patřilo jako část obce k Újezdu u Plánice. Od 1. ledna 1976 do 23. listopadu 1990 patřilo jako část města k Plánici a od 24. listopadu 1990 je opět samostatnou obcí, ale Mlynářovice již zůstaly součástí Plánice. V letech 1877–1960 k obci patřily Mlynářovice.

## Pamětihodnosti a zajímavosti
- Kaplička na návsi, lidová barokní stavba z 18. století
- Vodní elektrárna Flosmanův mlýn[8]
- Koupaliště

## Osobnosti
- Václav Hořejší (*1949), molekulární imunolog, biochemik, mikrobiolog a vysokoškolský pedagog

## Galerie

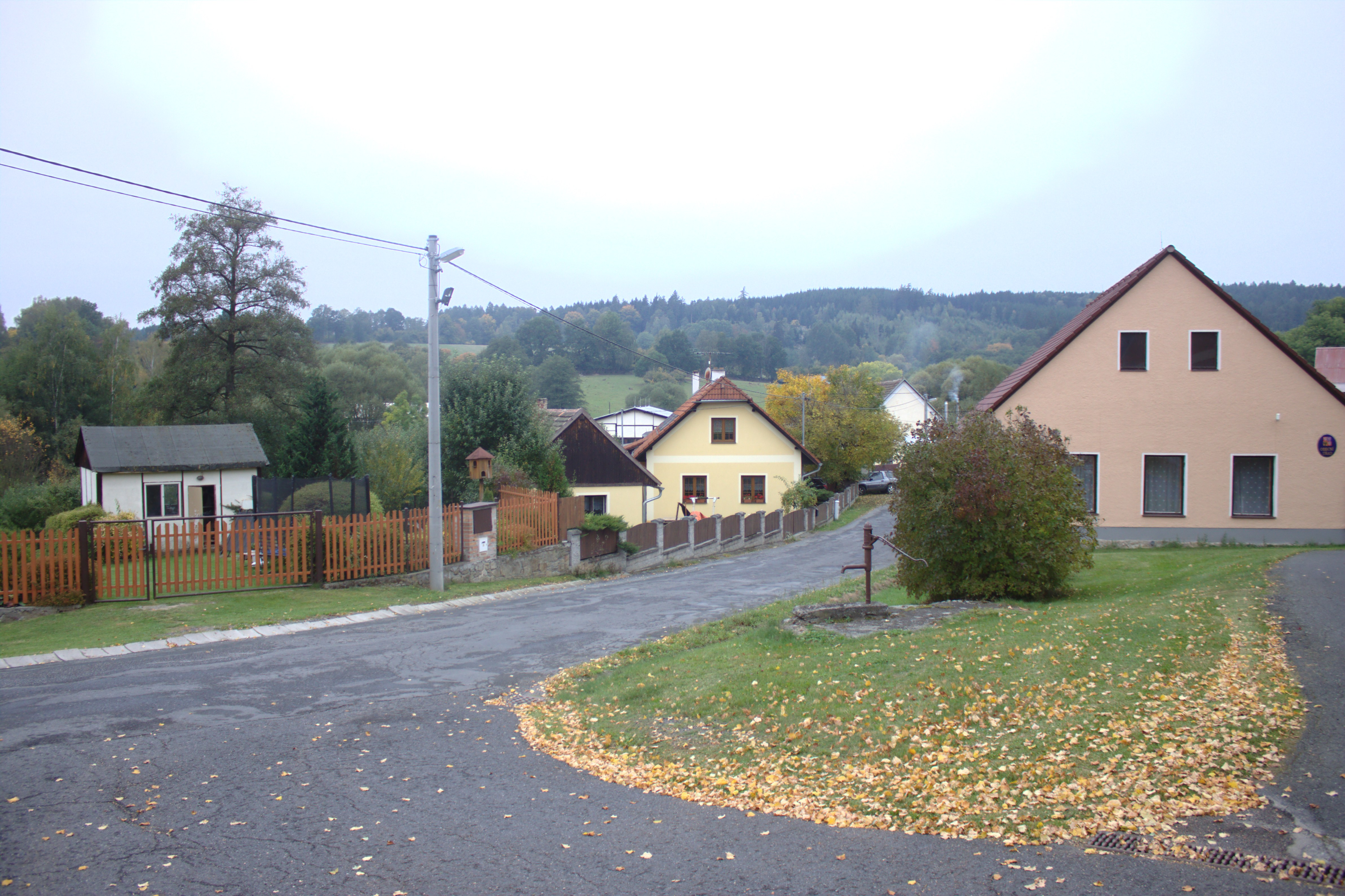
Domy
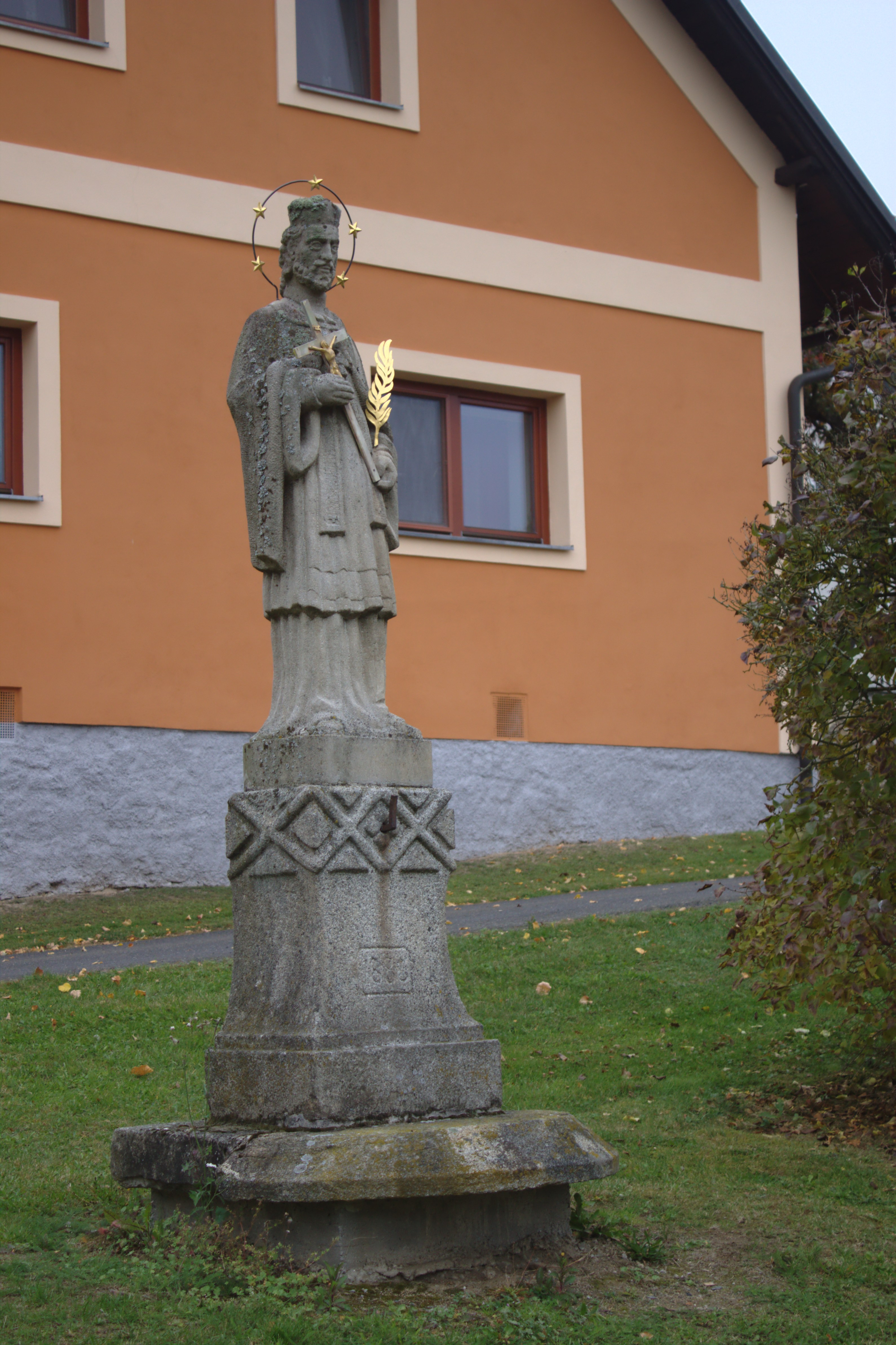
Socha
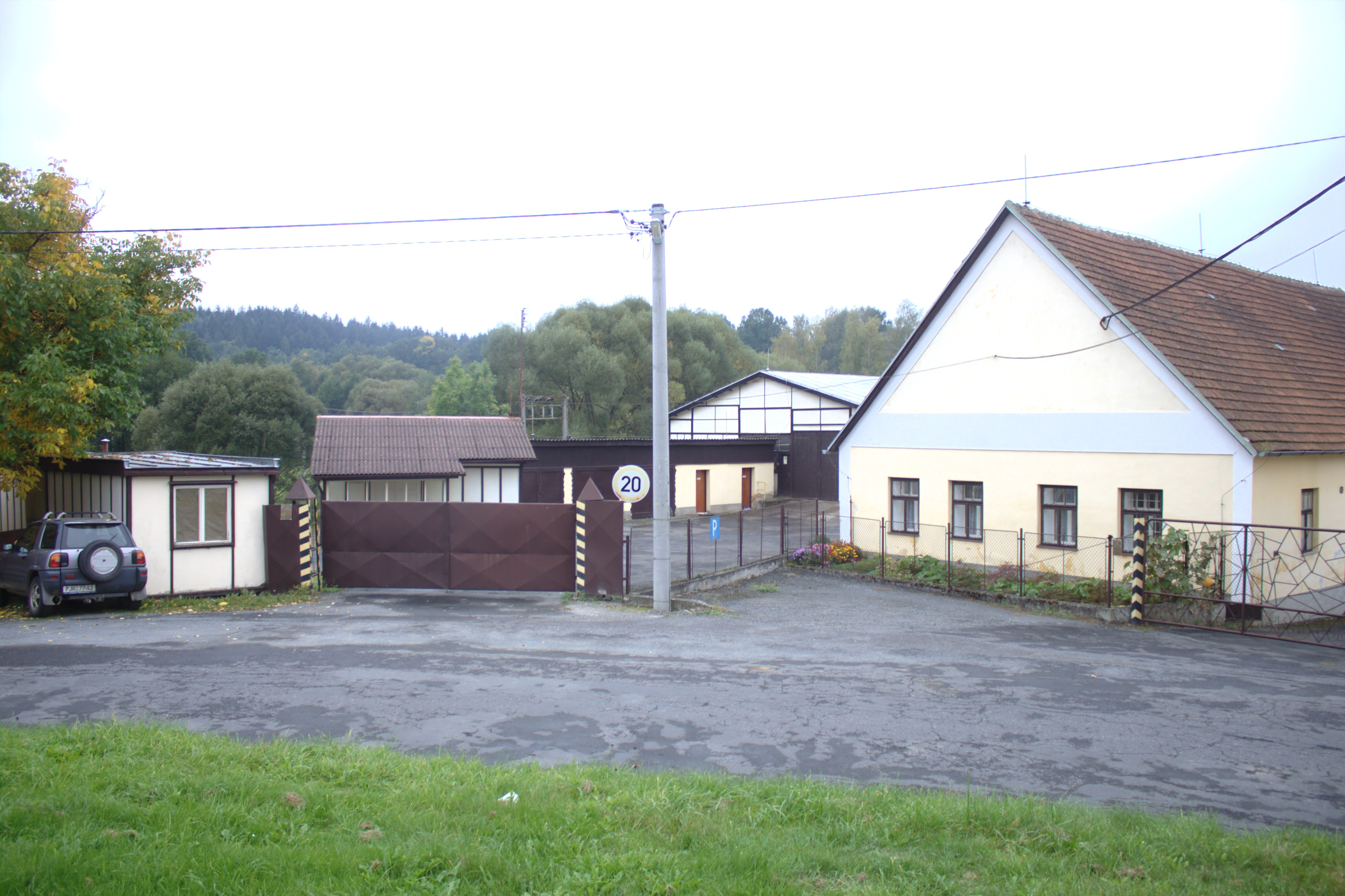
Statek